# VSO Image Resizer
VSO Image Resizer est initialement un gratuiciel (logiciel gratuit) destiné au redimensionnement et à la compression des photos, développé de 2006 à 2010 par VSO Software, une société française créée en 2002 et basée à Toulouse.
Il a été racheté en 2011 par la société ObviousIdea de Fabrice Meuwissen, cofondateur historique de VSO Software, et rebaptisé  Light Image Resizer.

## Système d'exploitation
Light Image Resizer est disponible uniquement sur le système d'exploitation Windows (Windows XP / Vista / 7 / 8 / 10 / 11). 

## Formats d'image
Le logiciel supporte un grand nombre de formats d'image différents (JPG, BMP, CR2, NEF, DNG, GIF, ICO, PNG, TIFF, PDF, PSD, PCX, TGA, RAF, CR3, CR2, JXL, HEIC, WebP ), et, en particulier, presque tous les formats RAW issus des appareils photos comme Nikon, Canon, Fujifilm et Sony.

## Fonctionnalités
La finalité première de VSO Image Resizer est de réduire la taille des photos de façon à en créer une version plus légère, plus facile à envoyer par courriel, à partager sur internet, à transférer sur un cadre photo numérique ou à graver sur DVD. Le logiciel peut traiter un grand nombre d'images à la fois (traitement par lot). Différentes approches pour réduire la taille d'une photo sont disponibles. Soit en utilisant un format de stockage plus moderne ( comme le HEIC ou Jpeg XL popularisé par Apple ), soit en modifiant la résolution ( en pixel ), soit en appliquant un nouveau 
L'utilisateur peut tout à la fois réduire la qualité JPEG et choisir la taille de la photo redimensionnée. Ceci se fait soit en choisissant manuellement la taille de la photo en pourcents, en pixels, en centimètres ou en pouces, soit en choisissant un profil prédéfini :
- 1k , 2k , 4k ( 4096 pixels de large )
- 50 %
- 320×200 pixels
- 640×480 pixels
- 800×600 pixels
- 1024×768 pixels
- 1280×768 pixels
- 1600×1200 pixels
- email (1024×768 pixels)
- iPhone[4]
- iPod Photo
- iPod Video
- Sony PSP[4]
- etc.

Le logiciel est également capable d'agrandir les photos et propose pour ce faire plusieurs algorithmes :
- Fast Linear ;
- Linéaire ;
- Lanczos ;
- Cubic.

Depuis la version 7, dans le module Light Image Resizer, il est possible de faire un agrandissement avec des modèles d'intelligence artificielle populaires en x4, néanmoins un matériel performant, notamment une carte graphique NVidia est recommandée pour des performances optimales.

## Intégration
Light Image Resizer est intégré dans l'explorateur Windows : ses fonctions sont accessibles via un clic droit sur les icônes des photos.